# Фан Цзен
Фан Цзен (范曾, 5 липня 1938 ) — китайський художник, каліграф, поет, вчений, письменник-есеїст.

## Життєпис
Народився 5 липня 1938 року у м.Наньтун провінції Цзянсу. Навчався у місцевій середній школі, яку закінчив у 1955 році. Того ж року поступив до Нанькайського університету (м.Тяньцзінь). У 1957 році переводиться до відділення історії мистецтв Центральної академії витончених мистецтв, яку закінчив 1962 року. Деякий час працював у декількох музеях Китаю.
З 1978 року стає викладачем Центральної академії витончених мистецтв. У 1979 році в Японії його визнали одним з десяти найкращих китайських художників сучасності. У 1982 році отримує Золоту медаль художнього зв'язку між Китаєм та Японією. У 1984 році Фан Цзен переходить до Інституту літератури Нанькайського університету, а згодом водночас стає викладачем Інституту історії того ж університету. У 2012 році призначається почесним деканом, довічним професором, науковим співробітником Інституту китайського художества Шаньдунського університету. Дотепер знаходиться на цих посадах.
Фан Цзен також відомий своєю благодійністю. У 2003 році передав Нанькайському університету 500 тисяч юаней на вироблення сироватки для боротьби з атиповою пневмонією. Після руйнівного землетрусу у провінції Сичуань (2008 рік) передав 10 млн юанів на ліквідацію його наслідків.

## Творчість
Найбільш відомими картинами є «Сбірка ілюстрацій романів Лу Сюня», «Вісім безсмертних», «Ілюстрація фантастичних творів Лу Хуна», "Збірка творів сучасних китайських художників. Фан Цзен ", «Збірка каліграфічних і художніх творів Фан Цзена» (тут розміщені найзначущі приклади каліграфії). Його картини цінуються нетільки в Японії чи Китаї, а також в Європі та США. Так, картинуа «Божественний Чжун Хуей» було продано з аукціону за 55 млн доларів. Найвідомішими літературними творами Фан Цзена є вірші «Ода Шусей», «Обійми», а також збірка прози «Тридцять три».